# WEC 15
WEC 15: Judgment Day foi um evento de artes marciais mistas promovido pelo World Extreme Cagefighting em 19 de maio de 2005 no Tachi Palace Hotel & Casino em Lemoore, California. O card com nomes como Joe Riggs, Chris Lytle e James Irvin competindo.

## Resultados
- Jay Hieron vs. Richard Brass

Hieron derrotou Brass por Decisão Unânime.
- Thomas Schulte vs. Raven Seymon

Schulte derrotou Seymon por Finalização (triângulo) aos 1:29 do primeiro round.
- Cassio Werneck vs. Toby Imada

Werneck derrotou Imada por Finalização (triângulo) aos 2:54 do segundo round.
- Justin Levens vs. Tony Lopez

Levens derrotou Lopez por Finalização (mata leão) aos 3:46 do primeiro round.
- Josh Green vs. Miguel Cosio

Green derrotou Cosio por Finalização (mata leão) aos 0:39 do primeiro round.
- Steve Ramirez vs. Anthony Gonzales

Ramirez derrotou Gonzales por Finalização (mata leão) aos 4:38 do primeiro round.
- Tony Alanis vs. Johnny Fadella

Alanis derrotou Fadella por Nocaute Técnico (socos) aos 1:54 do primeiro round.
- Rick Crunkilton vs. Paul Jenkins

Crunkilton derrotou Jenkins por Nocaute (socos) aos 2:36 do segundo round.
- Lavar Johnson vs. Carlos Garcia

Johnson derrotou Garcia por Nocaute Técnico (socos) aos 1:09 do primeiro round.
- Chris Lytle vs. Pat Healy

Lytle derrotou Healy por Decisão Dividida (29-28, 28-29 e 29-28).
- Joe Riggs vs. Rob Kimmons

Riggs derrotou Kimmons por Finalização (socos) aos 1:24 do primeiro round para vencer o Cinturão Peso Médio Vago do WEC.
- Cole Escovedo vs. Poppies Martinez

Escovedo derrotou Martinez por Nocaute Técnico (lesão na perna) aos 0:59 do segundo round para vencer o Título Nativo Americano Peso Leve do WEC.
- James Irvin vs. Doug Marshall

Irvin derrotou Marshall por Nocaute (joelhada) aos 0:45 do segundo round para manter o Cinturão Peso Pesado do WEC.

## Ligações Externas
- WEC 15 Results at Sherdog.com